# Paljasjärvi, Norrbotten
Paljasjärvi är en sjö i Överkalix kommun i Norrbotten och ingår i Kalixälvens huvudavrinningsområde. Sjön har en area på 0,0496 kvadratkilometer och ligger 273,5 meter över havet.

## Delavrinningsområde
Paljasjärvi ingår i det delavrinningsområde (742243-179114) som SMHI kallar för Mynnar i Elmabäcken. Medelhöjden är 240 meter över havet och ytan är 12,84 kvadratkilometer. Det finns inga avrinningsområden uppströms utan avrinningsområdet är högsta punkten. Vattendraget som avvattnar avrinningsområdet har biflödesordning 5, vilket innebär att vattnet flödar genom totalt 5 vattendrag innan det når havet efter 137 kilometer. Avrinningsområdet består mestadels av skog (88 procent). Avrinningsområdet har 0,17 kvadratkilometer vattenytor vilket ger det en sjöprocent på 1,3 procent.